# Dejene Guta
Dejene Guta (* 5. August 1981 in der Provinz Shewa) ist ein äthiopischer Marathonläufer.
Er wurde für die Leichtathletik-Weltmeisterschaften 2005 nominiert, nachdem er beim Dubai-Marathon desselben Jahres in 2:10:49 gesiegt hatte. In Helsinki hielt er sich bis zur Halbmarathon-Marke in der Spitzengruppe, musste jedoch nach km 30 das Rennen aufgeben.